# Устье Эйссела (департамент)
Устье Эйссела (фр. Bouches-de-l'Yssel) — административная единица Первой французской империи, располагавшаяся на землях современной нидерландской провинции Оверэйссел. Департамент назван по реке Эйссел.
Департамент был создан 1 января 1811 года, после того как Королевство Голландия было аннексировано Францией.
После разгрома Наполеона эти земли вошли в состав Объединённого королевства Нидерландов.